# Bessie MacNicol
Bessie MacNicol est une artiste peintre écossaise, figure de l'école de Glasgow, née le 15 juillet 1869 à Glasgow, ville où elle est morte le 4 juillet 1904.

## Biographie
Elizabeth dite Bessie MacNicol naît le 15 juillet 1869 à Glasgow,.
Entre 1887 et 1892, elle étudie à la Glasgow School of Art, avant d'aller, sur les conseils de Francis Henry Newbery (1853-1946) — le directeur de l'école d'art —, se perfectionner à Paris à l'Académie Colarossi en 1893 et 1894,.
En 1895 et 1896, ses œuvres sont remarquées au Royal Glasgow Institute of the Fine Arts, notamment A French Girl puis son portrait d'Edward Atkinson Hornel, dont elle subit l'influence quant à son style de peinture et son utilisation de la couleur. À la colonie d'artistes de Kirkcudbright, Bessie MacNicol peint également des jeunes filles sous des arbres, des rayons de soleil filtrant à travers le feuillage, dans la lignée de James Guthrie et David Gauld (en),.
En 1898, elle expose Autumn à l'International Society de Londres. Assistant à une représentation de Trelawny of the Wells d'Arthur Wing Pinero, MacNicol est séduite par les costumes victoriens et peint A Girl of the « Sixties », première œuvre d'une longue série de pièces costumées réalisées à l'huile et à l'aquarelle,.
En 1899, elle épouse le docteur Alexander Frew, artiste amateur. La même année, Bessie MacNicol peint Under the Apple Tree. En plus d'exposer à Glasgow et à Édimbourg, MacNicol envoie également des peintures à des expositions à Londres, Liverpool et Manchester, ainsi qu'en Europe, à Munich, Gand et Vienne, et aux États-Unis, à Pittsburgh et Saint-Louis, notamment. Elle est la femme peintre la plus importante de Glasgow à la fin du XIXe siècle,.
En 1901, son étude de nu Vanity est exposée à Munich, puis en 1902 à la Glasgow Society of Artists, une nouvelle société formée par Frew, critique à l'égard du Royal Glasgow Institute. Parmi les œuvres importantes ultérieures de MacNicol figurent Motherhood, une peinture de sa sœur et de son fils en bas âge, et Baby Crawford,.
À l'âge de 34 ans, Bessie MacNicol meurt en couches le 4 juillet 1904,.

## Galerie

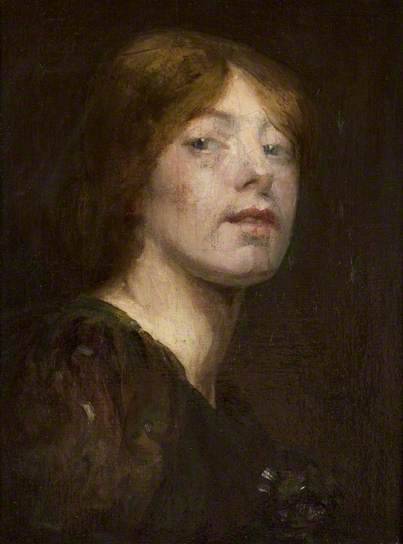
Self-portrait (1894).
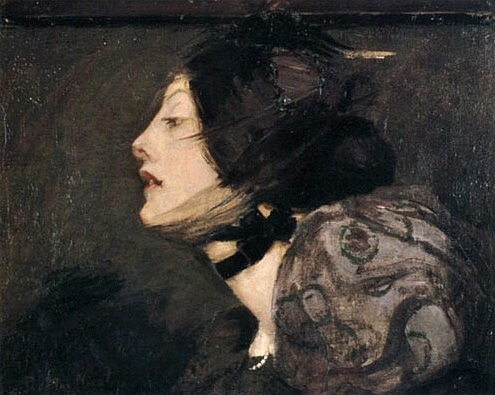
French Girl (1895).
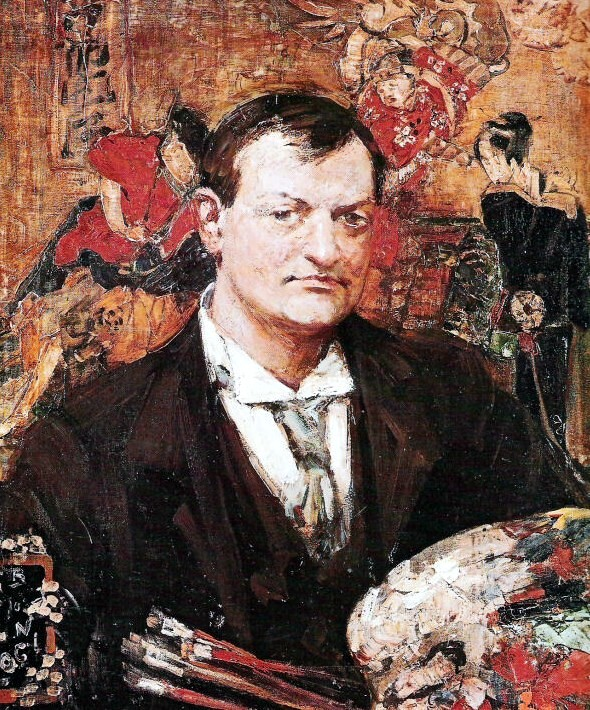
E.A. Hornel (1896).
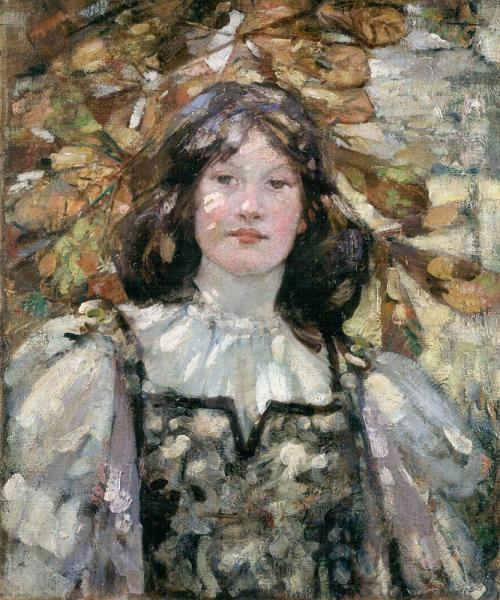
Autumn (1898).
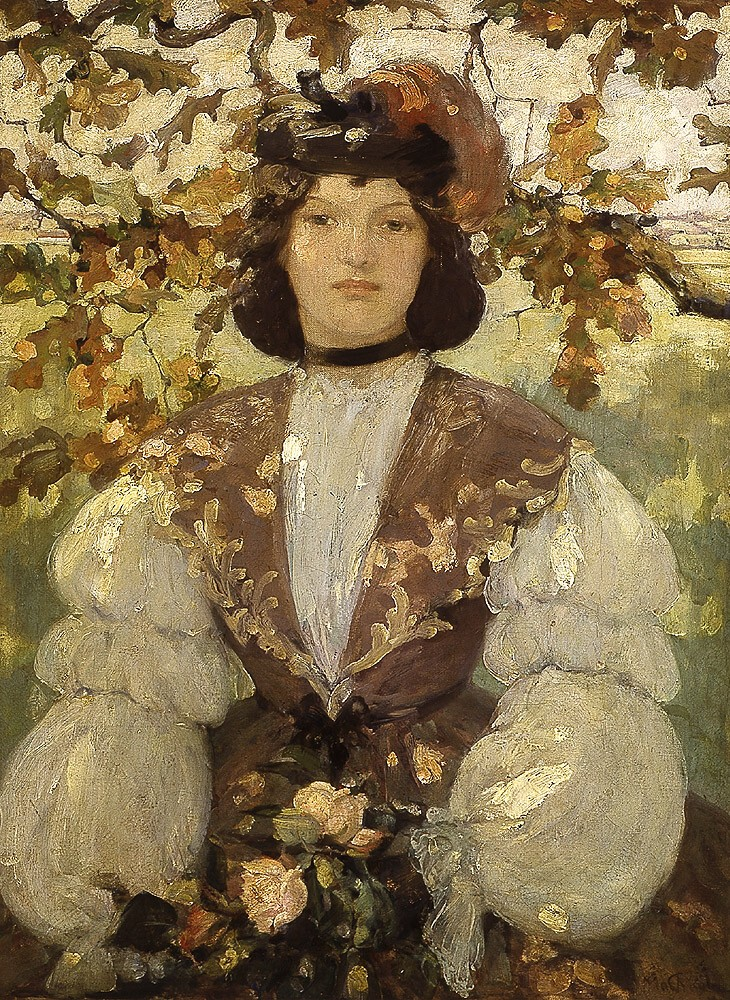
A Girl of the Sixties (1899).
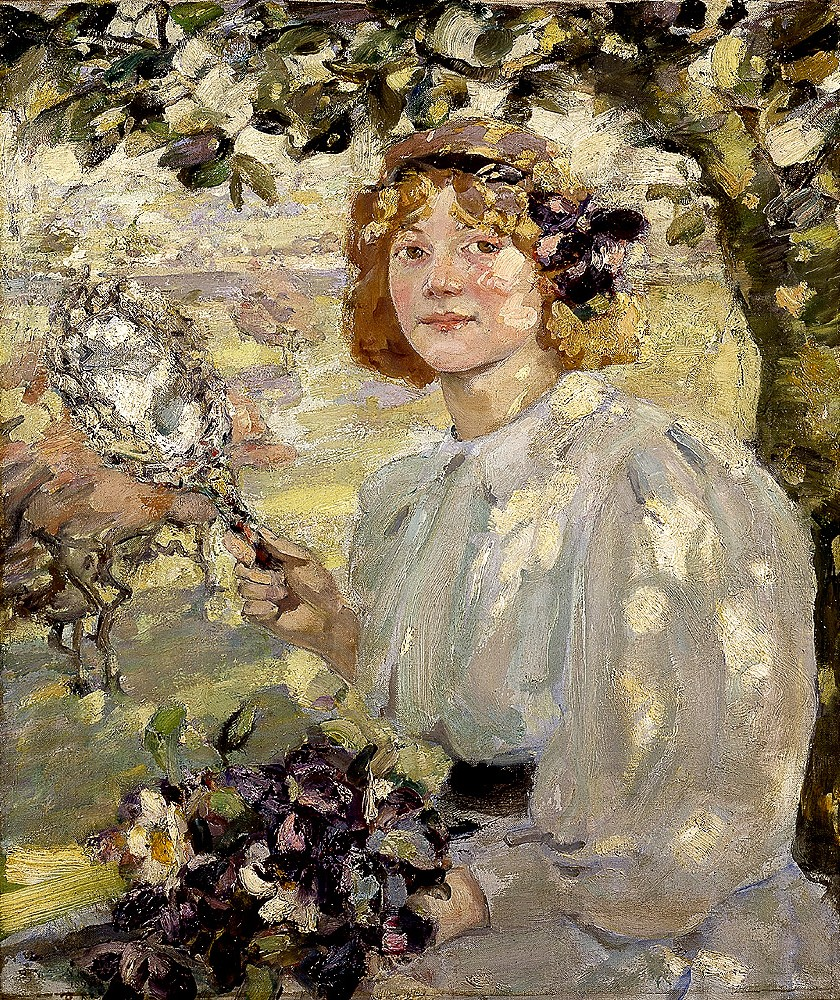
Under the Apple Tree (1899).
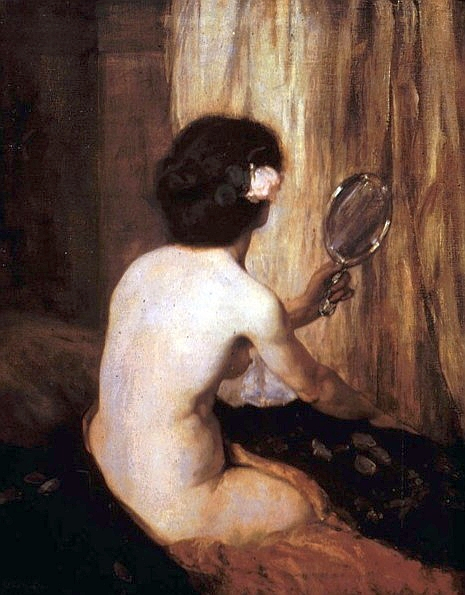
Vanity (1899).
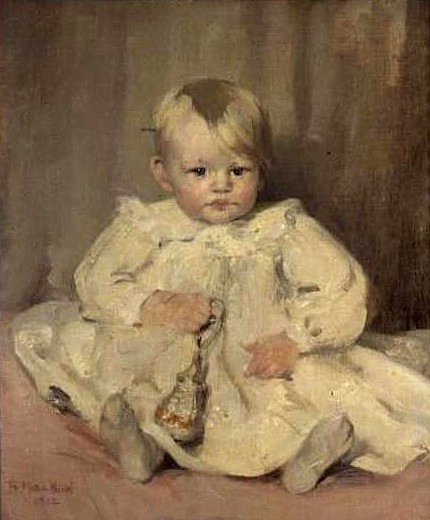
Baby Crawford.

## Hommage
En 2022, le cratère mercurien MacNicol est nommé en son honneur.